# José Manzo
José Manzo Jaramillo (29 de abril de 1789, Ciudad de Puebla - 2 de julio de 1860, Ciudad de Puebla) fue un arquitecto, pintor, grabador y cincelador mexicano. Introdujo la litografía en su país y dio un impulso importante a la arquitectura neoclásica de su ciudad natal. Reformista en su época, hoy se lamenta que destruyera muchas obras del arte colonial.

## Inicios
Muerto su padre José Francisco Manzo su madre Bárbara Jaramillo se ocupó de su instrucción dando muestras de aprovechamiento en sus estudios en especial el dibujo. El padre Conde, amigo de su padre lo llevó a un taller de platería para que aprendiese el dibujo al mismo tiempo que la orfebrería. Conoció a Antonio Villafaña, famoso orfebre y con él aprendió a cincelar, pasó entonces al taller de otro afamado artista de su época el pintor poblano Salvador del Huerto con quien se desarrolló en la pintura.

## Obras

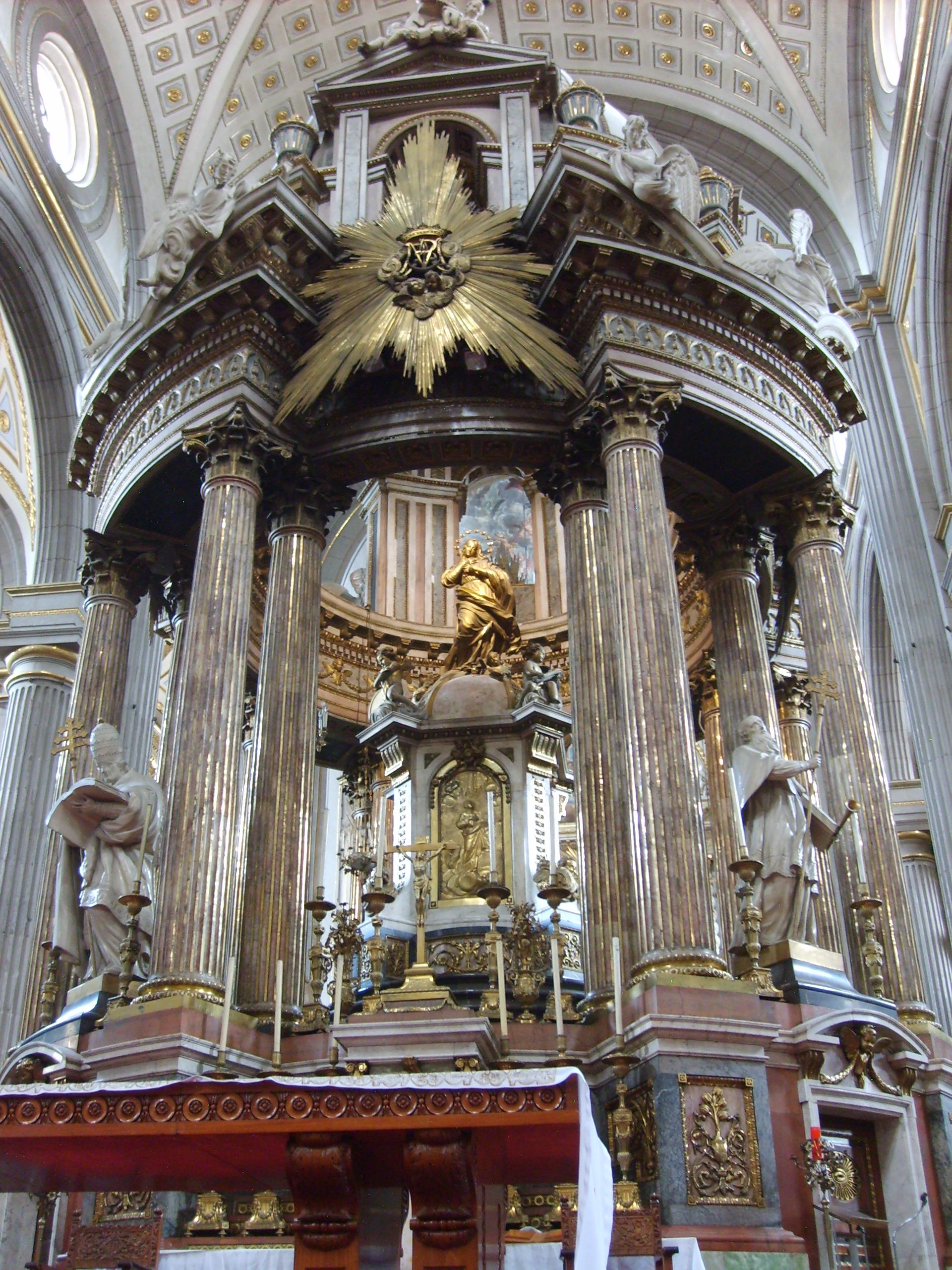
El ciprés de la Catedral de Puebla, iniciado por Manuel Tolsa y concluido por Manzo.

Dedicado a cincelador dejó obras como un cáliz para la Catedral de Puebla, los serafines que adornan el Ciprés de la misma y una Custodia para el templo de Santa Clara. Una lámina alegórica para la entonces Academia de Bellas Artes reproducida por Francisco Pérez Salazar y de Haro en su obra El grabado en la ciudad de Puebla de los Ángeles. Descolló en la arquitectura por sobre las artes menores en especial los asuntos sagrados, señaladamente los altares, realizando en este campo el retablo del Cristo en el Templo y ex Convento de San Francisco así como los altares en los templos de Guadalupe y de Cholula y los de San Francisco y San Roque de Puebla. Quizá su obra más destacada fue la culminación del Ciprés de la Catedral de Puebla en 1819 que comenzara Manuel Tolsa en 1797, la remodelación de sus altares y en la arquitectura civil el proyecto de la Penitenciaría del Estado en el lugar en donde estaba el Colegio de San Francisco Javier, Manzo se basó en los modelos penitenciarios en boga en esos años. El proyecto se inició en 1840 pero en 1863 los cañones franceses la dejaron derruida en el Sitio de Puebla, fue reconstruida terminándose en 1871 tal como se aprecia actualmente, hoy alberga el Centro Cultural Poblano y los documentos del Archivo General del Estado.
En la pintura dejó cuadros como la Pasión conservado en el Templo de la Soledad, el de un fraile que se admira en el museo "Casa de los Muñecos" y otros lienzos que se hallan, bien en la capilla de la Sabana Santa en el Templo del Sagrado Corazón de Jesús, bien en la de la capilla de la Soledad en la Catedral Angelopolitana.
En 1813 formó parte del grupo de fundadores de la que sería la Academia de Bellas Artes de Puebla donde trabajó como profesor desde 1814, al lado de los pintores Salvador de Huerto, Lorenzo Zendejas, Manuel López Guerrero, José Julián Ordóñez y Manuel Caro, y del platero Juan Manuel Villafañe.

## Comisionado por el Gobierno

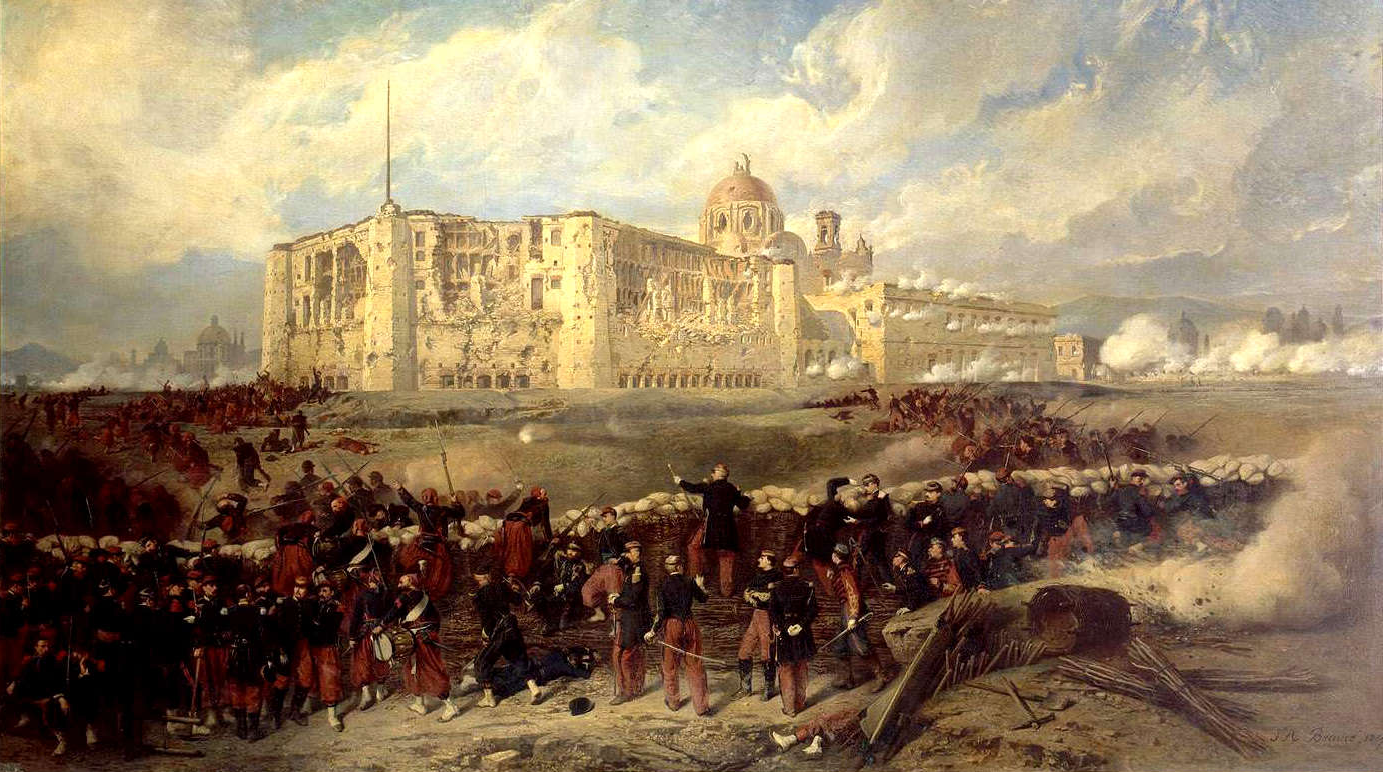
La penitenciaría del Estado, obra de Manzo, fue convertida en fortaleza durante el sitio de Puebla.

Conocidas sus dotes artísticas y su afán por el mejoramiento de las artes en México, el gobierno de la República lo comisionó en 1825 para hacer estudios en Europa formando parte como agregado artístico de la legación en Roma que encabezaba el canónigo Francisco Pablo Vázquez en su calidad de Ministro Plenipotenciario con la misión de solicitar el reconocimiento de la independencia de México ante la Santa Sede. Partió de Veracruz el 21 de mayo y estuvo en Nueva York en Londres, Bruselas, París, Florencia y Roma, visitando palacios y museos. En París estudió la talla dulce y se perfeccionó en el grabado con el célebre Richehomme, y en la pintura con Paelynk, pintor de la reina de Holanda. En Bruselas aprendió la litografía y el secreto de dorar sobre metales con Delaumuy y la fabricación de piezas de porcelana con Dammam.
De regreso a Puebla en 1827 rindió al Congreso una memoria pormenorizada de su viaje, fundó un pequeño museo de arte y un Conservatorio de Música a imitación de los europeos, y regresó a enseñar en la Academia de Bellas Artes de la que había sido uno de sus fundadores y directores. En esa academia tuvo discípulos aventajados como Pola y Nicolás Mora antes de salir para Europa; y después de su retorno, a Morales, Medina, Ordaz, Centurion quienes agradecidos escribieron una biografía de su maestro y por la que es conocida a detalle la vida de Manzo.
El obispo de Puebla, Antonio Joaquín Pérez Martínez le encomendó realizar el arreglo artístico de la Catedral de Puebla sustituyendo los antiguos retablos barrocos, como el del altar de los Reyes diseñado por Martínez Montañez, por otros neoclásicos, con estucos blancos y filetes dorados como se aprecia hoy en día, lo cual se considera actualmente que cometió una irremisible y lamentable destrucción del patrimonio colonial tal como se dio en la Ciudad de México en mayores dimensiones.

## Fallecimiento
Después de haber sido miembro de varias academias como el Ateneo de México, de la Academia Filarmónica y la Sociedad Lancasteriana, murió en su ciudad natal el 2 de julio de 1860. Sus restos fueron depositados en la capilla de Nuestra Señora de la Soledad en la Catedral de Puebla sin que conste pues no hay ninguna lápida que lo indique.